# 小行星7473
小行星7473（英語：7473）是一颗围绕太阳公转的小行星。1992年3月1日，UESAC在拉西拉天文台发现了此天体。
这颗小行星的绝对星等为244.4691142004172等。